# Christina Buley-Uribe
Christina Buley-Uribe est une historienne de l'art franco-britannique. Elle est membre du Syndicat français des experts professionnels en œuvres d'art et objets de collection.

## Études et apprentissage
Elle fait ses études à l'École du Louvre et à l'Université de la Sorbonne et rejoint le cabinet des dessins du musée Rodin en 1998. 

## Commissariat d'expositions
- Naissance de l’aquarelle, Paris, musée Rodin, exposition-dossier, 2005.
- Eros. Rodin und Picasso, Bâle, Fondation Beyeler, 2006.
- Rodin et les dessins de nus masculins, Paris, musée Rodin, exposition-dossier, 2006.
- Rodin. Les Figures d’Eros, Paris, musée Rodin, 2006-2007.
- Rodin et les danseuses cambodgiennes. Sa dernière passion (Phnom-Penh, musée national, 2007).

## Travaux
Elle est l'auteur d'essais sur Auguste Rodin et se consacre depuis 2007 à la rédaction du Catalogue raisonné des dessins d'Auguste Rodin. En 2017, elle a collaboré avec la Deutsches Zentrum Kulturgutverluste à l'expertise et à la recherche de provenance des dessins de Rodin retrouvés chez Cornelius Gurlitt et très probablement spoliés à des familles juives pendant la Seconde Guerre mondiale.

## Publications
Christina Buley-Uribe est l'auteur de Mes sœurs divines. Rodin et 99 femmes de son entourage, éditions du Relief, 2013. Elle a dirigé avec Henry-Claude Cousseau Naissance de la modernité. Mélanges offerts à Jacques Vilain éditions du Relief 2009. Elle a co-signé avec Antoinette Le Normand-Romain l’ouvrage de référence sur les dessins de Rodin Rodin, dessins et aquarelles éditions Hazan, Thames & Hudson, Brandstätter Verlag, 2006.
- Le dessin comme art (cat. exp. Rodin. L’exposition du centenaire), Paris, Grand Palais, 2017.
- « Les Anges de Rodin », Ironie, interrogation critique et ludique, no 186,‎ mars/avril 2017.
- Fortuit ou délibéré. L’accident dans les dessins de Rodin (cat. exp. Rodin. L’accident et l’aléatoire), Genève, musée d’art et d’histoire de Genève, 2014.
- « Du vrai et du faux. Les dessins de Rodin du fonds du musée d’Orsay », Revue des musées de France- Revue du Louvre (Études XIXe siècle), no 1,‎ janvier 2014.
- Dessiner l’antique (cat. exp. Rodin. La lumière de l’antique), Arles, musée de l’Arles antique-musée Rodin, Gallimard, 2013.
- « Clemenceau et ses trente-deux dessins de Rodin », La Revue de l'Art, Flammarion, no 172,‎ février 2011.
- « D’Ève à Enguerrande », dans H.-C. Cousseau, C. Buley-Uribe et V. Mattiussi (dir.), Naissance de la modernité. Mélanges offerts à Jacques Vilain, Paris, éditions du Relief, 2009.
- « Rodin ou la métamorphose de la sculpture en dessin », dans actes du colloque international Dessins de sculpteurs, Paris, Salon du dessin, 2009.
- Erotisme et dessins* (cat. exp. Rodin érotique (1890-1917)), Martigny, Fondation Pierre Gianadda, 2009 ; Erotismo y dibujos (cat. exp. Rodin. Eros), Madrid, Fundacion Mapfre, 2008 ; Les Figures d’Eros. Dessins et aquarelles érotiques (1890-1917) (cat. exp. Rodin), 2006.
- Japonisme, entre symbolisme et décadence (cat. exp. Rodin. Le rêve japonais), Paris, musée Rodin, 2007.
- Rodin. La couleur et le noir et blanc & Jacques Vilain (cat. exp. Rodin. Noir et blanc), Morioka, Iwate Musuem of Art, Shizuoka Prefectoral Museum of Art, 2006.
- Les dessins de Cambodgiennes (cat. exp. Rodin et les danseuses cambodgiennes. Sa dernière passion), Paris, musée Rodin, 2006.
- Auguste Rodin - Eugène Carrière, Flammarion, 2006.
- (de) Die Bildhauerzeichnung : ein ambivalenter Begriff (cat. exp. Rodin. Sculpturen und Zeichnungen), Stadtmuseum Jena, Iéna, 2005.
- Rodin, Flammarion, coll. « l’ABCdaire », 2002. Édition anglaise : (en) The Little book of Rodin, Paris, Flammarion, 2002.
- Matsukata et le musée Rodin : avatars d’une collection (cat. exp. Rodin et le Japon), Shizuoka, Prefectoral museum of art, 2001.